# Bragny-sur-Saône
Bragny-sur-Saône è un comune francese di 586 abitanti situato nel dipartimento della Saona e Loira nella regione della Borgogna-Franca Contea.

## Società

### Evoluzione demografica
Abitanti censiti